# Lester Peltier
Lester Stefan Peltier (* 13. září 1988, Carenage) je fotbalový útočník a reprezentant z Trinidadu a Tobaga, v současnosti hráč klubu 1. FK Příbram.

## Fotbalová kariéra
Svou fotbalovou kariéru začal tento útočník v St. Anthony's College, odkud později přestoupil do San Juan Jabloteh. Po třech letech strávených v tomto klubu podepsal smlouvu s Ma Pau SC. Toto angažmá ale nebylo příliš úspěšné a útočník se tak vypravil do týmu tehdy nováčka slovenské nejvyšší soutěže FK AS Trenčín. Pro klub se stal velmi prospěšným a ve 25 odehraných zápasech nastřílel celkem 11 branek. I díky tomu se o něj začal zajímat klub ŠK Slovan Bratislava, který ho nakonec před sezonou 2012/13 získal do svých služeb a udělal z něj tehdy nejdražšího hráče v rámci Slovenska.
V sezóně 2012/13 získal se Slovanem Bratislava „double“, tzn. ligový titul a triumf v domácím poháru. V sezóně 2013/14 ligový titul se Slovanem obhájil. 5. července 2014 byl u výhry 1:0 nad MFK Košice ve slovenském Superpoháru. Se Slovanem se představil v základní skupině I Evropské ligy 2014/15, kde číhali soupeři SSC Neapol (Itálie), AC Sparta Praha (Česko) a Young Boys Bern (Švýcarsko).

V lednu 2016 ve Slovanu Bratislava skončil (s bilancí 91 ligových zápasů a 15 vstřelených branek).
V únoru 2016 podepsal kontrakt s mužstvem Irtyš Pavlodar z Kazachstánu, ale již po týdnu se obě strany (hráč i klub) dohodly na jeho zrušení (oficiální verze zněla: z rodinných důvodů).

Před sezónou 2016/17 se vrátil do střední Evropy a posílil český klub 1. FK Příbram.